# Suburbikální diecéze Albano
Diecéze albanská (latinsky Dioecesis Albanensis) je římskokatolická suburbikální diecéze v Itálii, která je součástí Církevní oblasti Lazio. Katedrálou je kostel sv. Pankráce v Albanu. Tradičně byla sídlem jednoho z kardinálů-biskupů; dnes je jeho titulární diecézí a má obvykle svého sídelního biskupa. Jejím titulárním kardinálem byl do svého zvolení papežem Robert Francis Prevost, sídelním biskupem byl dne 11. června 2021 jmenován Vincenzo Viva, který přijal biskupské svěcení 8. září 2021.